# Myenterický plexus

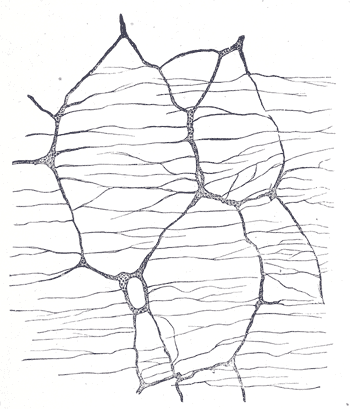
Myenterický plexus, zvětšení 50×.

Myenterický plexus (plexus myentericus), též Auerbachův plexus (plexus Auerbachi) je nervová pleteň ve stěně trávicí trubice obratlovců. Spolu se submukózním plexem tvoří tzv. enterický nervový systém. Myenterická nervová pleteň je ve stěně trávicí trubice umístěna mezi vrstvou podélné svaloviny a vrstvou svaloviny kruhové. Je zodpovědná především za ovládání tzv. gastrointestinálních pohybů: stimuluje rytmické stahy střev a ve srovnání se submukózním plexem ovládá vždy rozsáhlejší regiony trávicí trubice. Myenterický plexus obsahuje i inhibiční neurony, které (zřejmě pomocí peptidu VIP) umožňují uvolnění svěračů. Může pracovat nezávisle na vnějších signálech, ale obvykle je pod kontrolou sympatiku a parasympatiku.